# Meg White
Megan Martha White (Grosse Pointe Farms, Míchigan, 10 de diciembre de 1974) es una música estadounidense que alcanzó fama internacional como batería del dúo de rock alternativo The White Stripes, formado en la ciudad de Detroit en 1997 junto a su entonces esposo, el músico multinstrumentista Jack White.
Se la considera una de las artistas clave en la reaparición del "garage rock" de la década de los 2000, y ganó varios premios como componente de los White Stripes, incluyendo seis premios Grammy. La revista Rolling Stone la incluyó en su lista de los 100 mejores bateristas de todos los tiempos en 2016.
Aunque Jack, era quien escribía las canciones y quien tocaba la guitarra y el bajo, normalmente era el vocalista, Meg, además de tocar la batería, cantaba en las canciones In the Cold, Cold Night, del cuarto álbum de la banda, Elephant, Passive Manipulation, del quinto álbum Get Behind Me Satan, y también en la canción Who's a Big Baby?, del sencillo Blue Orchid.

## Biografía
Megan Martha White nació en Grosse Pointe Farms, Michigan, el 10 de diciembre de 1974, hija de Catherine y Walter Hackett White Jr. Tiene una hermana mayor, Heather. No fue «educada en ninguna religión». Estudió en el Grosse Pointe North High School y, según una compañera de clase, «siempre fue una chica tranquila, obviamente artística, y muy reservada».
Cuando aún estaba en el instituto, White decidió no ir a la universidad y seguir una carrera como chef. Trabajó en Memphis Smoke, un restaurante del centro de Royal Oak, donde conoció al músico en ciernes Jack Gillis, un compañero de instituto de un barrio de Detroit conocido como Mexicantown. Entablaron una relación y frecuentaban los cafés, locales de música y tiendas de discos de la zona.

## Trayectoria
El Día de la Bastilla de 1997, White empezó a aprender a tocar la batería tras intentarlo con la batería de Jack Gillis. Gillis dijo que «cuando empezó a tocar la batería conmigo, por pura broma, me sentí liberado y refrescado. Había algo en ello que me abrió«Los dos formaron entonces los White Stripes, donde se ciñeron a ciertos motivos: Gillis y White se presentaron como hermanos ante un público que no los conocía, y mantuvieron una temática cromática, vistiendo sólo de rojo, blanco y negro. Tocaron por primera vez en el Gold Dollar de Detroit, y alcanzó popularidad en la underground garage rock de Michigan, teloneando y tocando con grupos locales consagrados como Bantam Rooster y the Dirtbombs, entre otros.

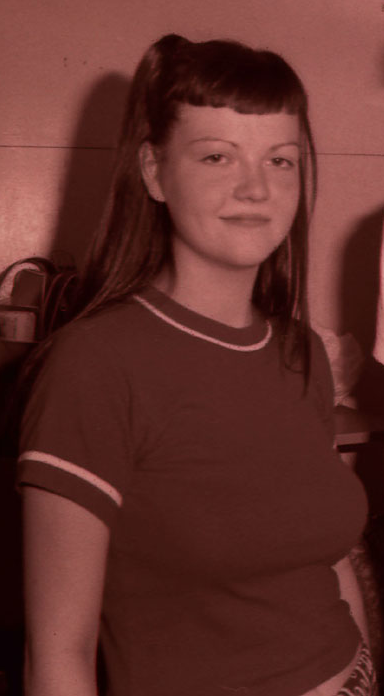
White en el Club Shinjuku Jam, Tokio en 2000

En 1998, Dave Buick, propietario del sello discográfico independiente con sede en Detroit, se puso en contacto con ellos. Italy Records, que se ofreció a pagar su single de debut. «Let's Shake Hands» se publicó entonces en febrero de 1998. En 1999, la banda firmó con el sello californiano Sympathy for the Record Industry, y lanzó su autotitulado álbum debut. AllMusic dijo que la batería de White «equilibra el trastetrabajo y el trasteo con platillos, bombo y caja metódicos, libres y retumbantes...»
Tras su divorcio en 2000, White insistió en que siguieran con la banda. Su segundo álbum, De Stijl, se publicó en 2001. Jenny Eliscu, de Rolling Stone, dijo que la forma de tocar la batería de White «obliga a sonreír porque, como todo en los White Stripes, demuestra que no se necesita grandilocuencia para hacer una explosión de blues. Se convirtió en un éxito durmiente en 2002 después de que los White Stripes ganaran popularidad, The White Stripes alcanzó un gran reconocimiento en 2001 con el lanzamiento de su álbum White Blood Cells. Compartió voz con Jack en los temas «Hotel Yorba» y «This Protector», y también en la versión de Loretta Lynn «Rated X» que aparece como Cara B de «Hotel Yorba». White Blood Cells tendría un sello importante relanzamiento con V2 Records en 2002, que los llevó a la vanguardia del garage rock revival y los convirtió en una de las bandas más aclamadas del año. el puesto 38 en la lista de álbumes independientes de Billboard en 2002. Fue su último álbum publicado con Sympathy for the Record Industry. Chris Deville de Stereogum elogió a White por «aporrear como nunca su batería» y dijo que la pareja era «demasiado convincente para que el resto del mundo la ignorara» El álbum incluía el innovador single «Fell in Love with a Girl», que les valió tres premios en los 2002 MTV Video Music Awards.
The White Stripes lanzaron su cuarto álbum de estudio, Elephant', a través de V2 Records y XL Recordings en 2003. El álbum fue aclamado, y a menudo se considera el mejor trabajo de la banda. Su éxito continuado ayudó a establecer a Meg y Jack White como figuras clave del rock de la década de 2000, y Elephant, junto con White Blood Cells, se incluyeron en numerosas ediciones de la lista de Rolling Stone 's «500 Greatest Albums of All Time».Varios redactores de AllMusic calificaron la batería de White en Elephant de «hipnótica» y «explosivamente minimalista», y Bram Teltelman de Billboard la describió como «simple pero efectiva». Además, el tema «In The Cold, Cold Night» presenta a White cantando como líder por primera vez. Tom Breihan de Stereogum describió su voz como «magnética», y Andrew Katchen de Billboard escribió que sonaba «delicada y dulce».Wanda Jackson más tarde versionó el tema como tributo.El primer sencillo de Elephant, «Seven Nation Army», se convirtió en la canción insignia de la banda y en un himno deportivo. El álbum ganó un Premio Grammy al Mejor Álbum de Música Alternativa y «Seven Nation Army» ganó el Premio Grammy a la Mejor Canción de Rock.
En 2004, protagonizó la primera película musical de la banda Under Blackpool Lights, rodada íntegramente en película de super 8. Jamie Russell de BBC la describió como «orgásmicamente aporreando la batería» y «estimulante». El quinto álbum de la banda Get Behind Me Satan vio a la pareja experimentando, con White usando campana de percusión, maracas y panderetas. También fue la voz principal en «Under Blackpool Lights». También interpretó la voz principal en «Passive Manipulation», en la que Rob Sheffield de Rolling Stone describió su voz como «escalofriante», mientras que Matthew Murphy de Pitchfork pensaba que la canción «pide la amable sugerencia de que a Meg no se le permita cantar el tema principal.» Con ella, la banda ganó su segundo Grammy al Mejor Álbum de Música Alternativa.

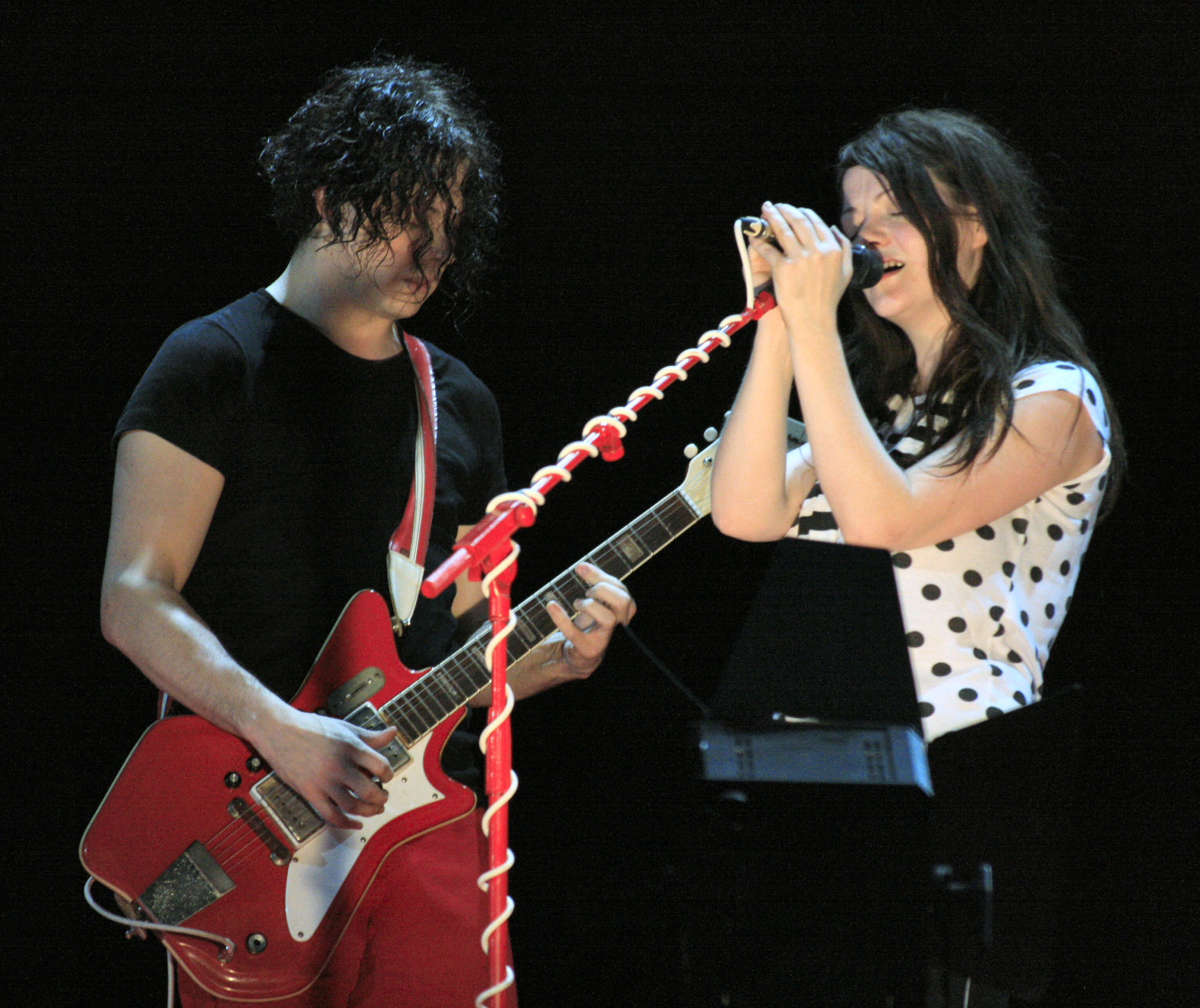
The White Stripes actuando en el Wireless Festival en 2007

The White Stripes publicaron su sexto y último álbum, Icky Thump, en 2007. Ganaron el Grammy al Mejor Álbum de Música Alternativa y el Mejor Canción de Rock, el álbum fue elogiado y vio a la banda volver a estilos presentes en su primer álbum. White habló sobre el tema bagpipe-heavy track «St. Andrew (This Battle Is in the Air)» e hizo coros en los temas “You Don't Know What Love Is (You Just Do as You're Told)” y “Rag and Bone”.
En el verano de 2007, antes de un concierto en Southaven, Mississippi, Ben Blackwell (sobrino de Jack White y archivista del grupo) dice que Meg White se le acercó y le dijo: «Este es el último concierto de los White Stripes». Él le preguntó si se refería a la gira, pero ella respondió: «No. Creo que éste es el último concierto y punto». El 11 de septiembre de 2007, los White Stripes anunciaron a través de su página web que cancelaban 18 fechas de la gira debido a la ansiedad aguda de White. Al día siguiente, el dúo canceló también el resto de las fechas de su gira de 2007 por el Reino Unido. Jack White trabajó con otros artistas mientras tanto, pero Meg White permaneció en gran medida fuera del ojo público, aunque en junio de 2008 apareció brevemente en el escenario durante un bis de un concierto en Detroit con una de las bandas de Jack, los Raconteurs.
En una entrevista con Music Radar', Jack explicó que la ansiedad aguda de Meg se había debido a la combinación de un tiempo muy corto de ensayos antes de la gira -que se redujo aún más por el nacimiento de su hijo- y un agitado calendario de giras multicontinentales. Dijo: "Venía de una gira de Raconteurs y me metí de lleno en ella, así que ya iba a toda velocidad. Meg venía de un parón de un año y se metió de lleno en esa locura". Un documental sobre su gira canadiense titulado The White Stripes: Under Great White Northern Lights, se estrenó en el Festival Internacional de Cine de Toronto el 18 de septiembre de 2009. Dirigida por Emmett Malloy, la película documenta la gira de la banda del verano de 2007 por Canadá y contiene imágenes de conciertos en directo y fuera del escenario. Bill Bradley para Vanity Fair opinó que era «imposible» no ver a Meg como «cansada de la carretera y agotada» al final de la película.
Se preparó un segundo largometraje titulado Under Nova Scotian Lights para el lanzamiento en DVD. El 2 de febrero de 2011, la banda informó en su sitio web oficial que se disolvía. La declaración enfatizó que no se debía a problemas de salud o diferencias artísticas, sino "principalmente para preservar lo que es hermoso y especial acerca de la banda". White no ha estado activa en la industria desde entonces.

## Discografía
- 1999: The White Stripes
- 2000: De Stijl
- 2001: White Blood Cells
- 2003: Elephant
- 2005: Get Behind Me Satan
- 2007: Icky Thump